# Microrregión de Fernandópolis
La microrregión de Fernandópolis es una de las microrregiones del estado brasilero de São Paulo perteneciente a la Mesorregión de São José do Río Preto. Tiene una población de 104.623 habitantes (IBGE/2010) y está dividida en once municipios. Posee un área total de 2.811,7 km².

## Municipios
- Estrela d'Oeste
- Fernandópolis
- Guarani d'Oeste
- Indiaporã
- Macedônia
- Meridiano
- Mira Estrela
- Ouroeste
- Pedranópolis
- São João das Duas Pontes
- Turmalina